# Uromyces beticola
Uromyces beticola är en svampart som först beskrevs av Bellynck, och fick sitt nu gällande namn av Boerema, Loer. & Hamers 1987. Uromyces beticola ingår i släktet Uromyces och familjen Pucciniaceae.   Inga underarter finns listade i Catalogue of Life.